# Hrušeň na Vysoké cestě v Braníku
Hrušeň na Vysoké cestě v Braníku byl památný strom, který rostl v Praze 4-Braníku v ulici Vysoká cesta. 19. listopadu 2019 došlo k jeho pádu.

## Parametry stromu
- Výška (m): 15,0
- Obvod (cm): 189
- Ochranné pásmo: vyhlášené - pětiúhelník na p.č. 170, 2931 a 166/1 k.ú. Braník
- Datum prvního vyhlášení: 22.03.2002[1]

## Historie
Stáří hrušně bylo k roku 2011 uváděno 120 let. Rostla těsně pod ulicí Vysoká cesta nad garážemi a její památkovou ochranu si vyžádali občané okolních domů. 19. listopadu 2019 došlo k pádu stromu, což porvrdilo vyjádření MHMP z 13. března 2020.